# Википедија на румунском језику
Википедија на румунском језику (рум. Wikipedia în limba română) је верзија Википедије на румунском језику, слободне енциклопедије, која данас има 513.405 чланака и заузима на листи Википедија 19. место.